# Das unsichtbare Visier
Das unsichtbare Visier ist eine sechzehnteilige deutsche Fernsehserie von Peter Hagen. Sie wurde durch das DEFA-Studio für Spielfilme für das Fernsehen der DDR in den Jahren 1973 bis 1979 produziert und entstand in Zusammenarbeit mit dem Ministerium für Staatssicherheit (MfS) der DDR.

## Allgemeines
Die einzelnen Teile dauerten ungefähr 75 Minuten, je zwei oder drei Teile ergaben eine zusammenhängende Episode. In der ersten Staffel (Folgen 1–9) war die gleichnamige Roman-Buchreihe von Herbert Schauer und Otto Bonhoff Vorlage für das von ihnen auch geschriebene Drehbuch. Die zweite Staffel (Folgen 10–16) sowie die nachfolgende Miniserie Feuerdrachen schrieb Michel Mansfeld (Pseudonym von Oberst Günter Halle, Leiter der Abteilung Agitation des MfS von 1957 bis 1975). Für die zweite Staffel und die Serie Feuerdrachen gibt es keine Romanvorlagen. Die auch außerhalb der Serie z. B. für Auftritte des Fernsehballetts verwendete Filmmusik stammt von Walter Kubiczeck. Sie war die erste, die in der DDR auf einer LP (Langspielplatte) veröffentlicht wurde.
Hauptdarsteller der Spionagereihe war zunächst Armin Mueller-Stahl, der 1976 wegen seines Protestes bei der Ausbürgerung von Wolf Biermann in Ungnade fiel. 1980 verließ Müller-Stahl die DDR. Seit 1977 hatte Horst Schulze die Hauptrolle in der Fernsehserie; im MfS-Team spielte auch Jürgen Heinrich, der nach der Wende auch im Westen bekannt wurde.
Mit einer Sehbeteiligung von teilweise weit über 50 % in der DDR war die Serie sehr erfolgreich. Von den 16 Folgen erreichten vier eine Quote von über 50 % und neun eine Quote über 40 %. Die erfolgreichste Folge war Das Wasserschloss mit einer Sehbeteiligung von 58,3 %. Die Folge mit der niedrigsten Sehbeteiligung (36,4 %) war Ein merkwürdiger Anschlag. Mit dem Abgang von Armin Mueller-Stahl ließ die Popularität der Serie jedoch generell nach.
1979 erhielt das Kollektiv mit Otto Bonhoff, Peter Hagen, Ottomar Lang, Dr. Michel Mansfeld, Wenzel Renner und Herbert Schauer den Orden Banner der Arbeit Stufe I.

## Handlung

### Erste Staffel, erste Episode (Folgen 1–3) von 1973
In der ersten Folge wird erzählt, wie Werner Bredebusch (Armin Mueller-Stahl) als „Kundschafter“ vom MfS rekrutiert wird. Der Transportflieger Werner Bredebusch, Angehöriger der Transportfliegerstaffel 11, beging Fahnenflucht und lief im Zweiten Weltkrieg aus Gewissensgründen zu den Sowjets über und wurde in der Kriegsgefangenschaft Frontbeauftragter des Nationalkomitees Freies Deutschland. Nach der Gründung des MfS 1950 wird er für dieses gewonnen und erhält den Auftrag, die Identität des gefallenen Jagdfliegers Oberleutnant Achim Detjen aus Hamburg anzunehmen. In einem Heimkehrerzug gelangt Bredebusch alias Detjen in die Bundesrepublik.
Der wirkliche Detjen hat sich in Frankreich eines Kriegsverbrechens schuldig gemacht und wird deshalb von der französischen Besatzungsmacht gesucht. Doch bevor ein Kommando der französischen Militärpolizei Bredebusch alias Detjen ausfindig machen kann, wird er von einer Geheimorganisation abgefangen, die es sich zur Aufgabe gemacht hat, zurückkehrende Kriegsverbrecher und Nationalsozialisten aufzufangen und so die „alten Kameraden“ vor Verfolgung zu schützen. Später wird die Organisation ausdrücklich ODESSA genannt, die Organisation der ehemaligen SS-Angehörigen. Auf dem „römischen Weg“ gelangt der Kundschafter mit Hilfe dieser Organisation über Italien nach Argentinien, wo er das Vertrauen von Oberst Krösing, dem ehemaligen Geschwaderchef von Detjen, erwerben kann.
In der zweiten Folge erlebt Detjen Abenteuer im südamerikanischen Urwald und man erfährt, dass die alten Nationalsozialisten planen, bei der künftigen Errichtung der Bundeswehr eine Rolle zu spielen. Auf der Spur dieser „Wölfe“ befindet sich auch der französische Journalist Charles André.
Detjen wird mit dessen Verfolgung beauftragt, warnt diesen aber vor einer Falle und gewinnt sein Vertrauen. Danach spielt er ihm weiteres enthüllendes Material zu, bittet ihn aber, seinen Namen in seinem Bericht nicht zu erwähnen. Am Ende der Folge wird der Journalist von den Schlägertrupps der Wölfe dennoch ermordet.

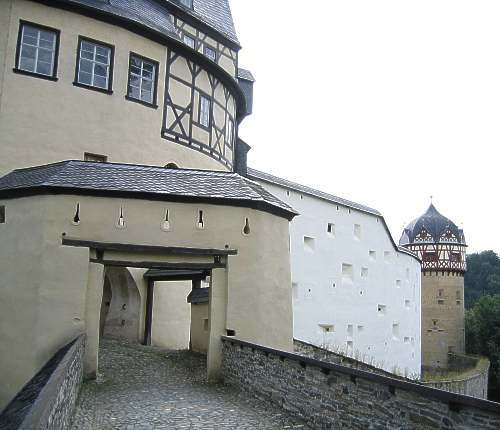
Schloss Burgk in Thüringen, Drehort anstelle der Burg, die in der dritten Folge „Das Wasserschloß“ vorkommt.

In der dritten Folge kommt Detjen mit Krösing im Jahre 1951 in die Bundesrepublik Deutschland zurück, wo sie für die „Dienststelle des Bevollmächtigten des Bundeskanzlers für die mit der Vermehrung der alliierten Truppen zusammenhängenden Fragen“, dem Amt Blank, der Vorgängerorganisation des Bundesministeriums der Verteidigung der Bundesrepublik Deutschland, arbeiten. Krösing führt Detjen in die von Nationalsozialisten durchsetzte westdeutsche Gesellschaft ein. Durch interne Machtspiele innerhalb des Amtes Blank bekommt es Detjen auch schnell mit dem CIA-Agenten Wilson zu tun. Dessen Bekanntschaft und die daraus entstehenden weitläufigen Kontakte nutzt er dabei für seine Arbeit immer wieder geschickt aus. Außerdem erhält Detjen ersten Kontakt zu seinen beiden Unterstützern, der Frankfurter Fotografin Winni Winkelmann und dem Korvettenkapitän Wendland. Diese helfen ihm bei seiner Arbeit und ermöglichen die Übergabe der durch ihn gewonnenen Erkenntnisse.
Eine erste größere Aufgabe für Detjen ist die Mitorganisation eines geheimen Treffens auf einem Wasserschloss, wo die Aufrüstung Westdeutschlands besprochen wird. Detjen lässt dem MfS Kopien der Sitzungsprotokolle zukommen (ein nur wenig verbrämter Hinweis auf die Himmeroder Denkschrift). So kann der Rundfunk der DDR – der Deutschlandsender – am 11. August 1951 die westdeutschen Machenschaften publik machen, sehr zum Missfallen der alten/neuen Militärs im Westen.
Interessant ist die Sequenz des 3. Teils ab 1:15:05 bis 1:15:46. Man sieht links neben dem Gebäude der Nationalen Front zwei DDR-Flaggen mit Emblem wehen. Diese Fahne gibt es aber erst nach 1959; aber die im Film genannte Internationale Pressekonferenz fand 1951 statt.

### Erste Staffel, zweite Episode (Folgen 4–5) von 1975
Im Sommer 1958 stürzt eine portugiesische Linienmaschine während des Fluges von Lissabon nach Porto ab. An Bord reisten zwei Bundesbürger, einer von ihnen war Ministerialdirigent Dr. Franz Hohlfeld vom BRD-Verteidigungsministerium. In Bonn löst die Nachricht Alarm aus: man befürchtet einen Anschlag aus politischen Gründen. MAD-General Gert von Wieseneck traut sich nicht einmal, mit dem Fall einen seiner eigenen Mitarbeiter zu betrauen. Er ersucht seinen Schwiegervater, Oberst Krösing, um die Hilfe seines – in heiklen Angelegenheiten zuverlässigen – Adjutanten, Major Achim Detjen. Detjen reist als Versicherungsdetektiv nach Lissabon, um so ungestört und diskret ermitteln zu können. Wieseneck verfolgt seine Tätigkeit von der Botschaft der Bundesrepublik aus.
Schon am ersten Tag gibt es Probleme: Portugal Airways verweigert die Herausgabe der genauen Passagierliste, und bei Besichtigung des Unfallortes verüben drei Amerikaner – John, Stan und ihr Chef Cliff, die auch für den Anschlag verantwortlich sind – einen Mordversuch an Detjen. Er kommt nur knapp mit dem Leben davon. Von Isabella Solano, einer Mitarbeiterin der Portugal Airways, erfährt er, dass es einen Passagier gab, der einen Flugschein für die Maschine gelöst hatte, aber die Maschine nicht bestiegen hatte. Trotzdem hat man ihn unter den Toten am Unfallort gefunden. Detjen nimmt die Spur von Rafael Lupus auf. Er findet heraus, dass er Lkw-Fahrer im Ethnographischen Museum war. Im Museum lernt er einerseits die etwas merkwürdige Direktorin Prof. Godiva kennen, andererseits bemerkt er hinter einer exotischen Maske Augen, die ihn beobachten.
Bei der Polizei erfährt Detjen, dass das Gepäck seines „Klienten“, des Kaufmanns Lüders, und das von Dr. Hohlfeld schon von der Botschaft abgeholt worden ist. Als er von Wieseneck davon berichtet, scheint jener zu explodieren: von ihnen sei es niemand gewesen, die Koffer sind also in falsche Hände geraten! Detjen spürt, dass mit Lüders etwas nicht stimmt, also ermittelt er auch in seinem Fall.
Durch Isabella – mit der er eine Nacht verbringt – erreicht ihn eine Nachricht der Amerikaner: er soll sich mit ihnen bzw. ihrem Chef treffen. Sie bieten ihm das ganze Honorar an, das ihm von seiner Firma zustünde, wenn er in Deutschland erzähle, es sei ein bedauerlicher Unfall mit dem Flugzeug passiert. Andernfalls würde er Portugal nicht lebend verlassen. Detjen geht scheinbar auf das Geschäft ein. Allerdings springt er noch vor dem Einstieg ins Flugzeug aus dem Zubringerbus und verschwindet.
Bei Isabella erwartet ihn ein Deutscher namens Herzog, der ihn zu seinem „alten Kameraden“ aus der Kriegsgefangenschaft, Born, begleitet. Dieser erklärt ihm die ganze Situation: seine Firma und die US-Gesellschaft Interarms streiten um den portugiesischen Markt. Beide wollen Waffen an Portugal verkaufen, die das Land in seinem schmutzigen Kolonialkrieg braucht. Interarms wollte sich an Borns Mitarbeiter Lüders rächen, der das Geschäft beinahe schon abgeschlossen hat. Dr. Hohlfeld verhandelte übrigens auch mit der Regierung – über einen hochmodernen und geheimen NATO-Luftwaffenstützpunktring in Portugal.
Um die Situation zu entschärfen, kommt CIA-Agent Wilson nach Lissabon. Er will die Interarms zurückpfeifen, kann sich aber zunächst nicht durchsetzen, denn die Gesellschaft hat die Koffer und damit den größten Trumpf in der Hand. Detjen versucht diese im Museum zu finden, dabei wird er ertappt und ins Landesinnere verschleppt. Als Wilson sich bei der Zentrale von Interarms mit Hilfe des Pentagon schließlich doch durchsetzt, muss die Interarms Detjen freilassen. Inzwischen hat Isabella herausgefunden, wo sich die Koffer befinden: an Bord der Yacht von Frau Prof. Godiva bzw. der Interarms. Detjen bemächtigt sich des Gepäckes, indem er sich als Godivas Kurier ausgibt. So kann er sich das ganze Material ansehen und die Hohlfeld-Papiere auf Mikrofilm fotografieren. Später übergibt er die Koffer Wilson. Detjen reist mit Wieseneck in dessen Kuriermaschine nach Bonn zurück, wo er den Mikrofilm Winnie Winkelmann gibt, die diesen schließlich nach Ost-Berlin übermittelt.

### Erste Staffel, dritte Episode (Folgen 6–7) von 1975
CIA-Agent Wilson hat für Achim Detjen einen neuen Auftrag, indem er herausfinden soll, was der aus NS-Wissenschaftlern bestehende Lofthuser Kreis während des Krieges in Norwegen erforschte.
Denselben Auftrag bekommt auch ODESSA-Mann Born, der aus Portugal verschwinden musste und jetzt wieder in Deutschland lebt. Seine Leute verüben ein fingiertes Kidnapping der Tochter eines ehemaligen Mitgliedes des Lofthuser Kreises, Dr. König. Als König zur Übergabe des Lösegeldes wegfährt, dringt Herzog in sein Haus ein, und entwendet einen Zettel mit Zahlen. Als man Christine König gesund wiederfindet, wird die Sache undurchsichtig: man vermutet Industriespionage dahinter: König entwickelte gerade eine neue Funkmesssonde. Das Verteidigungsministerium schickt Achim Detjen nach Staufen. Die Spur führt ihn zur Frankfurter Rhein-Main-Detektei, der Organisation von Born.
Born erklärt Detjen, dass sie kein Interesse an der Sonde haben, sie beschäftigen sich nur mit der Tätigkeit des Lofthuser Kreises. Der Zettel enthält übrigens den Ort eines 1945 im Skagerrak versenkten Behälters, der das gesamte Material des Kreises in sich birgt. Da der Kreis offenbar Ölfelder in der Nordsee entdeckt hat, sind auch zwei große US-Ölgesellschaften am Behälter interessiert.
Born organisiert eine Expedition mit Tiefseetauchern, um den Behälter vor Oslo zu heben. Die Konkurrenz verrät diesen Plan der Polizei, mit der Begründung, im Behälter liege Rauschgift, das nach Norwegen geschmuggelt werden sollte. Die Polizei bemächtigt sich schließlich des Behälters, der aber dann von der Konkurrenz gestohlen wird. Detjen findet mit Hilfe Winnie Winkelmanns das Versteck, so können beide das Material besichtigen. Winkelmann fotografiert jede Akte und jede Karte, um dann den Behälter Borns Leuten zu überlassen. Mit einer Ausnahme: es befanden sich auch Kampfstoff-Proben darunter. Diese lässt Detjen auf einer Baustelle in einem frischen Beton-Fundament verschwinden.

### Erste Staffel, vierte Episode (Folgen 8–9) von 1976
Detjen gerät in dieser Staffel unter Verdacht, da sein Abteilungsleiter, Oberst Brinkmann, einen Bericht verfasste, der den Plan der „alten Kameraden“ durchkreuzen könnte. Dieser Plan sieht vor, dass die militärischen und politischen Verhältnisse in Osteuropa zugunsten des Westens geändert werden sollten. Als Instrument soll das NATO-Manöver „Checkmate“ dienen, das im Sommer 1961 in Deutschland stattfinden wird. Bei einer Stabsübung in der Lüneburger Heide erkennt Detjen, dass während des Manövers eine gezielte Provokation auf dem Gebiet der DDR erfolgen soll und so die gesamte NATO gleich einen „Vergeltungsangriff“ starten kann. Der Plan erscheint auch dem Luftwaffenoberst Brinkmann zu tollkühn und zu wenig durchdacht, weswegen er seinen Bericht, in dem er vor solchen Operationen warnt, im NATO-Hauptquartier publik machen will. Er erleidet dasselbe Schicksal wie andere unbequeme Geister vor ihm: die ODESSA lässt ihn durch Born umbringen. Sein Bericht ist allerdings nicht aufzufinden.
Durch eine Intrige wird gerade sein Adjutant Detjen zu Brinkmanns Jagdhütte geschickt, um ihn da tot aufzufinden. Man hofft, er könnte wissen, wo sein früherer Chef das Papier versteckt hat. Der DDR-Kundschafter gerät also in eine schwierige Lage: er muss das geheime Manuskript für seine Auftraggeber in Ost-Berlin finden, andererseits muss er auch den Verdacht um seine Person zerstreuen. Nicht genug damit, es kreuzt auch die ehemalige Jugendliebe des echten Achim Detjen auf. Das bedeutet Alarm: der DDR-Geheimdienst organisiert einen Fluchtweg, den Bredebusch jederzeit in Anspruch nehmen kann, wenn er in Gefahr gerät. Als er schließlich dahinterkommt, dass Brinkmann sein Manuskript auf Mikrofilm aufnahm, und diesen in einem Gemälde versteckt hat, das in seinem Jagdhaus hing, scheint es zu spät zu sein – das Jagdhaus wurde von Einbrechern ausgeplündert. Es beginnt ein Wettlauf mit der Zeit, denn Borns Leute verfolgen die gleiche Spur.
Bredebusch kann das Gemälde endlich in einem stillgelegten Fabrikgebäude finden und die Mikroaufnahmen sicherstellen. Kurz danach bricht ein Feuer in der Fabrik aus, der weggehende Detjen wirft noch seine Uhr und Erkennungsmarke in den Brand, wo ihn dann Borns Leute als Toten identifizieren. Zu dieser Zeit ist Bredebusch schon auf dem Weg nach Hause, wo er gerade am Tag des Mauerbaus ankommt. Zu diesem Zeitpunkt herrscht in Bonn miese Stimmung – CIA-Agent Wilson versucht abzuspannen, indem er mit der Ministerialrätin Felicitas Eichhofer zu Abend isst. Nach dem Treffen meldet die elegante Dame: „Kontakt hergestellt“. Sie ist nämlich die Nachfolgerin Achim Detjens in Bonn als Kundschafterin des DDR-Geheimdienstes.

### Zweite Staffel, fünfte Episode (Folgen 10–12) von 1977
DDR-Kundschafter Martin Tanner kann in München ein Treffen zwischen ODESSA-Chef („Konsul“) Fritsch und der südafrikanischen Agentin Nora Elferink beobachten. Es spricht einiges dafür, dass die Bundesrepublik und der Apartheid-Staat inoffiziell eine Zusammenarbeit im Bereich der Kerntechnologie vorbereiten. In Pretoria ist die South African Mining Ltd. der Partner der Deutschen – eine Firma, deren Generaldirektor van Straaten auch Leiter der allmächtigen Geheimorganisation Afrikaanse Broederbond ist. Der Bruderbund hält alle Fäden in Südafrika zusammen, selbst der gefürchtete Geheimdienst BOSS ist ihm hörig.
Der deutsche Ingenieur Jürgen Machholz arbeitet im Forschungslabor der South Africa Mining. Er wird bei einem fingierten Betriebsunfall mit dem neuesten chemischen Kampfstoff infiziert. Sein Chef, Dr. Hunold, klärt ihn darüber auf und bittet ihn, schnell nach Deutschland zurückzugehen, damit er dort geheilt werden kann. Machholz nimmt auch eine Ampulle des Kampfstoffs mit. Er bemerkt jedoch, dass BOSS auf seiner Spur ist. Deshalb schickt er die Ampulle an seine Frau.
BOSS nimmt Kontakt mit MAD-General von Wieseneck auf, der Borns Organisation mit der Causa Machholz beauftragt. Der renommierte Frankfurter Rechtsanwalt Dr. Arnold Clemens berät den General in juristischen Fragen, die die Verhandlungen mit Südafrika betreffen. Dr. Clemens führt aber ein Doppelleben: er ist der Leiter der DDR-Kundschaftergruppe „unsichtbares Visier“, also (auch inoffiziell) Chef von Martin Tanner und Kontaktmann von Frau Eichhofer, die ebenfalls in der Südafrika-Delegation sitzt. Clemens erfährt vom Fall Machholz, allerdings noch nicht die ganze Wahrheit. Frau Eichhofer bringt zeitgleich in Erfahrung, dass einer ihrer Kollegen im Ministerium in Südafrika über die Zusammenarbeit beim Bau einer Atombombe verhandelt.
Als Eva Machholz ihren Mann am Frankfurter Flughafen abholen will, erkennt dieser die BOSS-Agenten und Borns Leute. Er geht, ohne jemanden zu grüßen, hinaus und versucht, seine Verfolger abzuschütteln. Mit Hilfe Martin Tanners gelingt es ihm, einige Male zu entkommen, aber schließlich kann er gegen das Gift nicht ankämpfen. Er spricht alles, was er über seine Firma und die illegalen Experimente weiß, auf Tonband, dann stirbt er in Frankfurt. Von seinem Tod weiß nur Tanner, der Machholz’ Papiere verschwinden lässt, damit niemand auf dessen Spur kommen kann.
Die Ampulle und die Beweise gegen die South African Mining sind inzwischen bei Eva Machholz, die sie aber gut versteckt. Borns Leute und BOSS überreden sie deshalb, nach Südafrika mitzukommen (offiziell: um ihren Mann wiederzusehen, inoffiziell um als Lockvogel zu dienen). Im Flugzeug wird sie von Dr. Clemens erkannt, der Gefahr wittert, und deshalb Tanner bittet, schleunigst nachzukommen.
In Südafrika knüpft CIA-Agent Wilson Kontakt zu Clemens. Die USA wollen auch gerne wissen, was Südafrika und die Bundesrepublik insgeheim aushandeln. Tanner gewinnt schnell die Sympathien des CIA-Mannes, der seinen „Mitstreiter“ mit einem amerikanischen Pass „belohnt“. Tanner wird auch in eine Geheimveranstaltung des Bruderbundes eingeschleust, wenngleich seine Tarnung bald auffliegt, und er fliehen muss. Er findet schließlich Eva Machholz und kann ihr erklären, was mit ihrem Mann wirklich passiert ist. Bei einer Firmenfeier können die Kundschafter Frau Machholz in Sicherheit bringen, mit dem ersten Flugzeug (und mit Tanners US-Pass) fliegt sie nach Warschau. Laborchef Dr. Hunold sieht keinen anderen Ausweg mehr, als sich selbst und das gesamte Forschungslabor in die Luft zu sprengen. Bei BOSS und beim Bruderbund beginnt ein großes Köpferollen. Die Kundschafter indes können feiern: sie haben alle Informationen über Kernwaffenverhandlungen und Kampfstoffe nach Ost-Berlin übermittelt.

### Zweite Staffel, sechste Episode (Folgen 13–14) von 1978
Dr. Clemens bringt während seiner USA-Reise in Erfahrung, dass die CIA schon seit Jahren systematisch US-Bürger mit Psychodrogen infiziert, und dass der Geheimdienst willens ist, seine neuesten Drogen auch unter deutschen Bedingungen zu testen. Kapitän Wendlandt, inzwischen im Beschaffungsamt der Bundeswehr, muss herausfinden, wie diese Tests in Deutschland ausgeführt werden sollen. Der junge Kundschafter Alexander indes muss die Spur von CIA-Agent Wilson aufnehmen, da Clemens ihn hinter der Aktion vermutet. Die CIA spielt aber ein Doppelspiel: sie weiht die BRD-Geheimdienste in ihren Plan ein, erzählt ihnen aber nur die halbe Wahrheit. Nicht genug damit, die USA weigern sich auch, das neue Mittel aus der Hand zu geben.
Es handelt sich dabei erstens um die Droge KK-33, die in größeren Mengen angewendet werden kann, und auf mehrere Menschen Wirkung erzeugt. Diese Wirkung fängt als eine normale Grippe an, endet aber mit einem Anfall – der Patient wütet und schlägt um sich, reagiert auf alles mit Gewalt (deshalb nennt Wilson die Droge „King-Kong-Grippe“). Das schärfere Mittel, KK-333, kann nur bei Einzelpersonen verwendet werden, die unter der Wirkung der Droge sogar Suizid begehen können. Da die Droge allerdings noch nicht ganz ausgereift ist, hängt das Ergebnis von der beeinflussten Persönlichkeit ab.
Der offizielle Teil des CIA-Tests ist eine Infektion eines Bundeswehrbataillons in Münster. Bei der Untersuchung, durchgeführt von Born (inzwischen BND-Mann), stellt sich aber heraus, dass das offizielle CIA-Mittel keine Droge, sondern ein harmloses Medikament ist. Die Amerikaner haben also Born und von Wieseneck ausgetrickst. In Wirklichkeit hatte Wilsons attraktive Assistentin Lorna die Droge unter die Soldaten gebracht.
Lorna ist es auch, die das andere Unternehmen ausführt. Zielobjekt für KK-33 ist die Spessart-Kleinstadt Grünreuth, für KK-333 der Bauunternehmer Alois Leutwiler. Gegen Letzteren hat sein vermeintlicher Freund, der CIA-Agent Kelly (immer auffallend mit einem karierten Hut gekleidet) belastendes Material gesammelt. Leutwiler wird systematisch mit seinem Privatleben und seinen illegalen Spekulationen erpresst. Als er schließlich erfährt, dass seine Tochter Georgia in Wirklichkeit Kellys Tochter ist, sieht er keinen Ausweg mehr. Dann verabreicht ihm Kelly die Droge.
Clemens hat während seiner Reise Kelly kennengelernt und schickt Alexander auf seine Spur. Er findet den CIA-Mann in Grünreuth und gewinnt schnell Kontakt zu Georgia Leutwiler. Dabei kann er in Erfahrung bringen, dass die CIA während eines großen Festes in Grünreuth das Weihwasser in der Kirche infizieren möchte, um so möglichst viele Testobjekte zu bekommen. Alexander kann Kellys Aktenkoffer aufbrechen, so kommt er in Besitz von zwei Tabletten aus dem Gegengift.
Born und Wieseneck schöpfen indes Verdacht gegen die CIA. Sie bemerken deren Aktivität in Grünreuth. Das kommt den Deutschen ungelegen, in der Burg über der Kleinstadt befindet sich nämlich das geheime Psychodrogen-Lager der Bundeswehr. Born nimmt in Grünreuth die Ermittlungen auf, kommt auf Lornas Spur, die auf der Flucht von einem Dach stürzt, nachdem sie das Weihwasser schon infiziert hatte.
Alexander und Georgia schütten das Weihwasser aus, infizieren sich aber währenddessen mit der Droge. Alexander gibt dem Mädchen eine Tablette vom Gegengift, die andere versteckt er jedoch – als er fühlt, dass die Droge wirkt, schließt er sich in sein Zimmer ein und wartet ab, bis er geheilt ist. Clemens kann so eine Tablette nach Ost-Berlin schicken.
Kelly hat bei Leutwiler mehr Erfolg – der ruinierte Unternehmer schließt sich in eine Hütte auf dem Gelände seines Steinbruchs ein und sprengt sich mit dem dort gehorteten Dynamit in die Luft. Die Explosion zerstört auch das Drogenreservoir der Bundeswehr.

### Zweite Staffel, siebente Episode (Folgen 15–16) von 1979
Die Geheimdienste der BRD und der USA finden die Situation in Südeuropa immer beunruhigender – die CIA schmiedet Pläne für national-faschistische Umstürze in Griechenland, der Türkei und Italien. Es entsteht dabei eine Organisation, der „Weltgeheimapparat der Revolutionären Aktion“ unter Leitung des norditalienischen Industriellen Don Salvatore. Der Geheimapparat ist aber bereits jetzt gefährdet: einer seiner Anwälte, der in Rom arbeitende Lombardi hat einen Deal mit der Staatsanwaltschaft geschlossen: er packt gegen Straffreiheit aus über faschistische Netzwerke und deren Kontakte zur US-Botschaft. CIA-Agent Wilson und der italienische Geheimdienstchef General Angelo müssen die Sache bereinigen.
Der Geheimapparat versucht, Lombardi einzuschüchtern; als das nicht gelingt, töten sie ihn. In seinem Büro treffen sie auf Dr. Clemens, der illegale Waffengeschäfte zwischen CIA, Bundeswehr und Geheimapparat aushandeln sollte und dessen eigentlicher Partner Lombardi wäre. Clemens wird verschleppt und vom römischen Leiter des Geheimapparates, Moffo, festgehalten. Mit Moffo arbeiten als Killer die Geschwister Scorpio zusammen. Hilda Scorpio wird später Anführerin der „Neuen Ordnung“ (Teilorganisation des Geheimapparates) in Mailand, Rodolfo Scorpio bekommt eine marxistisch-maoistische Schulung auf einem Ausbildungsplatz der Bundeswehr, und wird so in eine ultralinke italienische Organisation eingeschleust. Diese soll mit Attentaten die Lage so verunsichern, dass es in Italien zum Militärputsch und faschistischer Machtübernahme kommen sollte, da die Leute „Abrechnung mit den Linken“ verlangen würden. Der vorläufig spektakulärste Coup, den sie landen, ist die Entführung des Parlamentsabgeordneten Batti.
Clemens’ Frau und Alexander können indes die Spur des Anwalts finden und ihn selbst befreien. Clemens erkennt die internationalen Zusammenhänge und schickt deshalb Alexander nach Madrid, um Winnie Winkelmann kennenzulernen, die in Spanien Informationen über die Verschwörer sammelt. Sie finden den ehemaligen SS-General von Krakenburg, der nun im Auftrag von Wiesenecks Kontakte zum Geheimapparat pflegt. Die Spitze des Apparates trifft sich in einem Hotel auf Korsika, wo sie die weiteren Maßnahmen beschließen. Sie planen einen Sprengstoffanschlag auf den Mailänder Hauptbahnhof. Clemens und Winkelmann wissen vom Treffen, sind auch an Ort und Stelle, aber das dort Beschlossene können sie nicht erfahren. Sie lernen aber die Familie des Ingenieurs Laffitte kennen, die Urlaub auf der Insel macht. Laffitte erhält ein Angebot von seinem Algerien-Kameraden Chabert (heute Adjutant von Don Salvatore), in den Geheimapparat einzutreten, lehnt dies aber ab. Als seine Frau und Tochter jedoch beim Attentat in Mailand ums Leben kommen, schmiedet Laffitte Rachepläne.
Er schließt sich dem Apparat an, merkt aber schnell, dass nicht die Linken, sondern der Apparat selbst schuld ist am Attentat auf dem Bahnhof. Er sinnt nun auf Rache gegen die Organisation. Durch Chabert gelangt er in ihr Zentrum auf der „Insel des Todes“, einer alten Hugenottenfestung. Hier versucht er, so viel wie möglich über den Geheimapparat zu erfahren, und kann so schließlich Winnie Winkelmann von einem Anschlag retten – sie ist während ihrer Recherchen auch auf die Insel gestoßen.
Chabert erfährt inzwischen, dass Laffittes Familie eventuell in Mailand gestorben sei. Laffitte muss – um nicht aufzufliegen – seinen ehemaligen Kriegskameraden töten. Da Laffitte jedoch erfuhr, dass Chabert für das Attentat verantwortlich war, fällt ihm das nicht schwer, er sieht das als eine Station seiner Rache. Er muss aber fliehen. Er geht mit Winnie Winkelmann nach Italien, wo er den DDR-Kundschaftern mit seinem Wissen helfen kann. Durch ihn können sie das Komplott ganz aufdecken: die illegalen Waffengeschäfte finanziert mit Drogenhandel, die Infiltrierung der ultralinken, maoistischen Organisationen, und dass Batti noch immer in Mailand versteckt ist. Ihn finden können sie allerdings nicht, sie kommen zu spät – Laffitte erkennt aber in Moffo den Mailänder Attentäter und erschießt ihn. So kann die Mailänder Zentrale des Geheimapparates unschädlich gemacht werden.
Rodolfo Scorpio hat den Auftrag bekommen, Batti an Bord eines Schiffes zu bringen, und ihn dort zu beseitigen. Da aber Laffitte inzwischen das belastende Material aus der Mailänder Zentrale der „Neuen Ordnung“ an die Staatsanwaltschaft weitergibt, muss der Geheimapparat Scorpio opfern. Ausgerechnet General Angelo soll jetzt den Retter Battis spielen. Das Schauspiel gelingt, der General ist vorerst heil aus der Affäre herausgekommen.
Der BND und der Geheimapparat schleusen indes weitere Vertrauensleute, hauptsächlich solche, die während des Krieges als SS-Männer in Italien dienten (also Land und Leute kennen), in die ultralinken Organisationen. „Querköpfe“, die Schwierigkeiten machen könnten, werden brutal ermordet und bei Attentaten „hinterlassen“, um die Terrorakte weiterhin den Linken in die Schuhe schieben zu können. Die Kundschafter können also keinen Sieg feiern – als Laffitte auch noch hört, dass General Angelo gegen Kaution freigelassen wurde und die ganze Organisation neu aufgebaut werden kann, fasst er den Entschluss, auf die Todesinsel zurückzukehren ...

### NachfolgerFeuerdrachen
Der zweiteilige DDR-Fernsehfilm Feuerdrachen (1981) war ursprünglich als Fortsetzung der Serie geplant. Sowohl Drehbuch als auch Werbung verwendeten den Titel Das unsichtbare Visier. Feuerdrachen sollte nahtlos an die Handlung von Teil 16 der Serie anknüpfen und somit auch die gleichen Charaktere aufzeigen.
Anfang der 1980er Jahre wurde jedoch das Projekt Unsichtbares Visier fallen gelassen und der Feuerdrachen als eigenständiges Werk umgesetzt. Die Handlung wurde umgeschrieben und auf eine eigenständige Plattform gestellt, und die Schauspieler und Handelnden wurden bis auf wenige Ausnahmen komplett ausgetauscht.

## Produktion
Die Serie wurde im Auftrage des Fernsehens der DDR durch das DEFA-Studio für Spielfilme hergestellt. Anders als üblich wurden für die Serie nicht alle Teile einer Staffel in einem Stück produziert. Vielmehr wurden lediglich die einzelnen Episoden zusammenhängend hergestellt. Durch eine Reihe von Figuren, die im Laufe der Serie immer wieder vorkommen wird eine Verbindung zwischen den Episoden hergestellt.
Allerdings gibt es auch eine Reihe von Unstimmigkeiten. So heißt es im Einleitungstext zum 4. Teil: „Nur ein einziger Mensch in der BRD kennt Achim Detjens Geheimnis: die Frankfurter Fotografin Winnie Winkelmann.“ Zu Beginn des 6. Teiles heißt es an gleicher Stelle: „Nur zwei Menschen in der BRD kennen Achim Detjens Geheimnis: Der ehemalige Oberleutnant der Wasserschutzpolizei Wendland und die Frankfurter Fotografin Winnie Winkelmann.“ Obwohl die Figur des späteren Korvettenkapitän Wendland bereits im 3. Teil eingeführt wird, findet die zu Beginn des 4. Teils keine Erwähnung.
Hinzu kommt, dass einige Schauspieler im Laufe der Reihe verschiedene Figuren dargestellt haben. Am auffälligsten sind hier Siegfried Loyda, der in der 1. Episode (Teile 1 bis 3) einen Major Braunbach darstellt und ab der 4. Folge als Borns Gehilfe Herzog agiert, und Marion van de Kamp, die in der zweiten Episode (4. und 5. Folge) als Frau Professor Godiva auftritt und später, ab der 9. Folge, die Kundschafterin Felicitas Eichhofer spielt.
Ebenfalls in unterschiedlichen – wenn auch Nebenrollen – treten auf: Willi Schrade als Kutzner (1. Episode) bzw. Mitarbeiter der Western Electronic (3. Episode) und Gerd Staiger als Schreiner (1. Episode) bzw. ODESSA-Angehöriger (4. Episode).

## Kritik

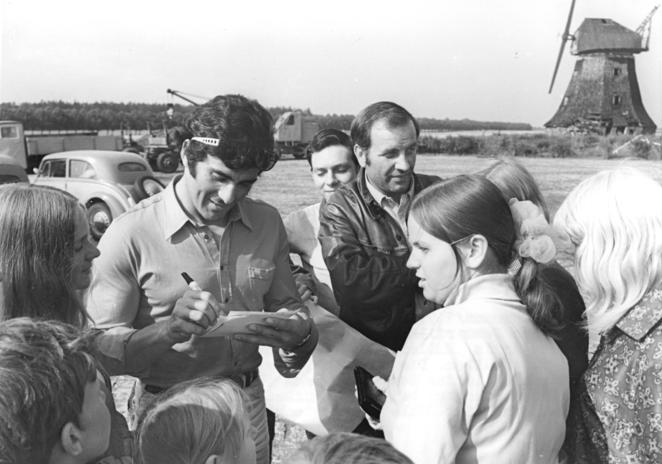
Armin Mueller-Stahl 1970 (rechts, in Lederjacke)

Mit einer Mischung aus einer Abenteuer- und Spionageserie und mit Hilfe von filmischen Sympathieträgern wie Armin Mueller-Stahl hoffte der Auftraggeber des „Unsichtbaren Visiers“, das Ministerium für Staatssicherheit, seinen Ruf bei der ostdeutschen Bevölkerung aufbessern zu können. Die politische Zielsetzung war dabei von Anfang an klar: Der Sozialismus wurde als das überlegene System dargestellt. Als Gegensatz dazu wurde Westdeutschland als ein korruptes, nur an materiellen Dingen interessiertes und von Alt-Nazis durchsetztes Land präsentiert.
Der im Sinne des SED-Regimes politische und engagierte Werner Bredebusch wurde als Agent dargestellt, der sich sowohl auf dem Bonner als auch auf dem internationalen Parkett sicher bewegt. Ebenso kann er aber auch hemdsärmlig sein und ist am liebsten in der Gesellschaft einfacher Leute. Mit seiner MfS-Kollegin Winnie Winkelmann verbindet ihn ein freundschaftliches Arbeitsverhältnis.
Die DDR kommt kaum in der Serie vor, nur in Gestalt der MfS-Vorgesetzten, die sich um Bredebusch alias Detjen sorgen und auch an Rosen für seine einsame Mutter in der DDR denken. Vereinzelte Westdeutsche und Ausländer sind bereit, der im Sinne des Auftraggebers guten Sache Detjens zu helfen. Zumeist sind es Frauen, die auch seinem Charme erlegen sind. Anhand des immer wieder auftretenden CIA-Mannes Wilson sollte gezeigt werden, dass in der Bundesrepublik in Wirklichkeit die USA das Sagen gehabt hätte.
Heike Knaack verweist im SPIEGEL auf eine „Inkongruenz von Thema, Maske und Ausstattung“. In den Szenen zur unmittelbaren Nachkriegszeit erscheinen Personen in der Mode der Entstehungszeit der Serie.

## Episodenübersicht

### Erste Staffel
| Episode | Folge | Titel                     | Erstsendung |
| ------- | ----- | ------------------------- | ----------- |
| 1       | 1.    | Der römische Weg          | 23.12.1973  |
|         | 2.    | Das Nest im Urwald        | 25.12.1973  |
|         | 3.    | Das Wasserschloß          | 26.12.1973  |
| 2       | 4.    | Ein merkwürdiger Anschlag | 02.02.1975  |
|         | 5.    | Das Geheimnis der Masken  | 04.02.1975  |
| 3       | 6.    | Rätsel des Fjords         | 26.12.1975  |
|         | 7.    | Depot im Skagerrak        | 26.12.1975  |
| 4       | 8.    | Mörder machen keine Pause | 25.12.1976  |
|         | 9.    | Sieben Augen hat der Pfau | 25.12.1976  |

### Zweite Staffel
| Episode | Folge | Titel                          | Erstsendung |
| ------- | ----- | ------------------------------ | ----------- |
| 5       | 10.   | Der Afrikaanse Broederbond I   | 16.12.1977  |
|         | 11.   | Der Afrikaanse Broederbond II  | 17.12.1977  |
|         | 12.   | Der Afrikaanse Broederbond III | 18.12.1977  |
| 6       | 13.   | King-Kong-Grippe I             | 15.12.1978  |
|         | 14.   | King-Kong-Grippe II            | 17.12.1978  |
| 7       | 15.   | Insel des Todes I              | 14.12.1979  |
|         | 16.   | Insel des Todes II             | 16.12.1979  |

## Filmmusik
Die einprägsame Filmmusik von Walter Kubiczeck wurde so erfolgreich, dass sie in der DDR auf zwei LPs (Das unsichtbare Visier, 1979, Heiße Spur, 1984) und drei Singles beim Plattenlabel AMIGA veröffentlicht wurde. Die auf den Schallplatten verwendeten Versionen unterscheiden sich von den früheren, im Film verwendeten Fassungen u. a. durch verstärkten Bläsereinsatz sowie einen Hintergrundchor. Die meisten der auf den beiden LPs veröffentlichten Titel wurden vom Orchester Walter Kubiczeck eingespielt. Einige Stücke spielt das Orchester Lothar Stuckart, darunter die neuen Versionen von „Tentakel“ und „Maskentanz“. Des Weiteren sind einige namhafte Sängerinnen auf mehreren Stücken mit Vocalisen zu hören, beispielsweise Gerda Gabriel und Gerti Möller.
Die Titel heißen (Auszug):
- Maskentanz
- Tentakel
- Savanne
- Hirtenlied
- Aktion
- King-Kong
- Feuer 21
- Windrose
- Feuer und Flamme
- Eldorado
- Kalahari
- Rotidor
- Abbisinia

Walter Kubiczecks Musik zu Das unsichtbare Visier und anderen Filmen und Fernsehserien, wie Fahndung, Tod eines Millionärs, Das Licht der schwarzen Kerze, Feuerdrachen und Familienbande, wurde bisher auf drei CDs wiederveröffentlicht. 1995 erschien auf dem Label BARBArossa die erste Kopplung unter dem Titel „Heiße Spur – Original-Filmmusik aus DEFA- und Fernsehfilmen“ (EAN: 4019774131021). Hier erhielten einige Stücke andere Titel als auf den ursprünglichen AMIGA-Schallplatten; so wurden das „Hirtenlied“ zu „Nomadenzug“, „Windrose“ zu „Krinos“, „Aktion“ zu „Tigerauge“, „Savanne“ zu „Eismeer“ und „Was ich will“ zu „Johanne“. 2001 veröffentlichte BMG/AMIGA innerhalb der Reihe „AMIGA A GO-GO“ als deren dritten Teil die CD „Deutsch-demokratische Soundtracks“ (EAN: 743217887322) mit einem Querschnitt der beiden AMIGA-LPs „Das unsichtbare Visier“ und „Heiße Spur“ sowie einem neuen Remix des Titels „Maskentanz“, produziert vom Berliner DJ Maxwell Implosion. Da auf diesen beiden CDs mehrere Stücke der originalen AMIGA-Schallplatten von Walter Kubiczeck fehlen, wurde die CD „Deutsch-demokratische Soundtracks“ im Jahr 2007 anlässlich des 60. AMIGA-Geburtstags neu gekoppelt und bei SONY/BMG/AMIGA zunächst in einer 3-CD-Box mit den ersten beiden Teilen der „AMIGA A GO-GO“-Reihe und später auch einzeln veröffentlicht. Diese Neukopplung (EAN: 886970707220) enthält nur 13 Titel der Erstausgabe; die übrigen neun Titel sind größtenteils CD-Erstveröffentlichungen, wie die Singleversion von „Tentakel“, „Feuer 21“, „Feuer und Flamme“, „Familienbande“ oder die vom Jürgen-Erbe-Chor gesungene Fassung von „Tschüss II“.
Ein weiteres Lied aus der Serie Das unsichtbare Visier befindet sich auf der von SONY/BMG/AMIGA im Jahr 2007 veröffentlichten CD „Die Hits aus den Bruderländern Volume 1 – Die größten Schlagererfolge“ (EAN: 886971656626). „Sei ein Mann“ ist ein von Walter Kubiczeck (Komposition) und dessen damaliger Ehefrau Karin Kersten (Text) geschriebener und von der tschechischen Sängerin und Schauspielerin Milena Zahrynowská (1941–1986) interpretierter Titel, der ursprünglich 1973 auf einer AMIGA-Single erschienen war. Milena trat mit diesem Lied auch in der TV-Serie in Erscheinung.
Die Titelmelodie wurde in die Filmmusik des 2017 uraufgeführten Spielfilms Kundschafter des Friedens integriert.
Die Titelmusik des unsichtbaren Visiers wurde auch in einer Folge der Serie „SoKo Leipzig“, in der es um ehemalige DDR-Spionage geht, als Untermalung für eine Durchsuchungsaktion der SoKo verwendet.

## Hörfunk
- Thomas Gaevert: James Bond made in GDR? – Sozialistische Fernsehhelden an der unsichtbaren Front des Friedens; Produktion: Südwestrundfunk 2006; Erstsendung: 17. Oktober 2006 SWR2; Wiederveröffentlichung als Zusatzmaterial/Hintergrunddokumentation im Rahmen der DVD-Box Straßenfeger 12, Das unsichtbare Visier, Folge 01-08; Studio Hamburg 2009

## DVDs
Die ersten neun Folgen der Serie wurden im September 2009 auf DVD veröffentlicht; eine zweite DVD-Box mit den Folgen 10 bis 16 ist im Mai 2010 erschienen.